# Aufnahmebereich
Der Aufnahmebereich des Mikrofonsystems ist in der Stereoaufnahmetechnik der Erfassungskegel, in dem sich die Schallquellen befinden, und der bei der Wiedergabe auf die erzeugte Stereobasis der Stereo-Lautsprecher abgebildet wird.

Der Aufnahmebereich wird bei der Stereo-Wiedergabe also zu der maximalen Stereo-Bühne (sogenannter Abbildungsbereich) zwischen den Lautsprechern. - Zur Veranschaulichung lässt sich der Erfassungskegel der Mikrophone mit den variabel einstellbaren Scheinwerfer-Lichtkegeln einer Theaterbühne analogisieren, wobei die Mikrophone (mit ihren spezifischen Richtcharakteristiken) gleichsam als 'auditive Scheinwerfer' fungieren.

Der Achsenwinkel (Phasendrehung in Winkelgraden) zwischen den Mikrofonen und auch die jeweilige Richtcharakteristik verändert die Pegeldifferenz Δ L je nach Schalleinfallswinkel und die Mikrofonbasis (Abstand der Mikrophon-Membranen zueinander) verändert die Laufzeitdifferenz Δ t je nach Schalleinfallswinkel.
Der bei der Wiedergabe wahrgenommene Aufnahmebereich 'verkleinert' sich sowohl bei Vergrößerung des Abstands der Mikrofonmembranen zueinander Laufzeitdifferenz, als auch bei Vergrößerung ihres Achsenwinkels Phasendrehung, und umgekehrt (Vergrößerung des Abstands und Achsenwinkels führt zu subjektiver 'Verkleinerung' des Aufnahmebereichs).
Der Aufnahmebereich eines Mikrofonsystems kann berechnet oder nachgeschlagen werden.

## Berechnung
Zur Berechnung der Hörereignisrichtung für Äquivalenzstereofonie kann mit dem Excel-Programm der Aufnahmebereich festgestellt werden.
Häufig wird in diesem Zusammenhang auf die Williams-Kurven hingewiesen, die auf geringfügig andere psychoakustische Rechenwerte für die Laufzeitdifferenz Δ t und die Pegeldifferenz Δ L zurückgreifen, die mit Maracasklicken und Sprachsignalen im reflexionsarmen Raum gefunden wurden.